# 99號牢房的賽局
《99號牢房的賽局》（英語：Brawl in Cell Block 99）是一部2017年美國新黑色監獄驚悚片，由S·克雷格·札勒執導兼編劇，文斯·范恩、珍妮佛·卡本特、唐·強生、烏多·基爾、馬克·布魯卡斯和湯姆·蓋里。講述經歷妻子婚外情、失業的布萊利·湯瑪斯（Bradley Thomas，范恩飾演）因販毒鋃鐺入獄；但當妻子遭人綁架後，布萊利被迫殺死99號牢房內一名囚犯的性命，來換取她的安全。自此，監獄被布萊利變成了暴力和犧牲的戰場。
札勒觀看幾部監獄電影後開始著手寫劇本，為該類型增添全新元素。之後找上賞識以久的范恩和卡本特，其中札勒想讓范恩在片中展現與過往不同的表演。范恩接演後開始大量鍛鍊身體並展開應付打鬥戲的動作訓練。《99號牢房的賽局》的製作預算約400萬美元；主要拍攝在2016年9月至10月間取景於紐約市史泰登島。電影2017年9月2日在第74屆威尼斯影展上舉行全球首映，10月6日美國院線上映。《99號牢房的賽局》知名於憑喜劇成名的范恩在片中有著截然不同的表演，以及殘酷的暴力場景。在發行後獲得正面居多的評價，主要稱讚范恩的演技和電影仿70年代的復古風格；多家媒體將其納入年度佳片行列之中。

## 劇情
前拳擊手和毒販布萊利·湯瑪斯被一間汽車維修廠解僱。當他回到家時，發現妻子蘿倫脖子的吻痕，對方承認有婚外情。布萊利命令蘿倫進屋，並徒手砸爛她的車子發洩。冷靜後，他進屋與蘿倫討論彼此失敗的關係。布萊利決定原諒妻子並重返販毒之路。
十八個月後，布萊利和懷有身孕的蘿倫搬到另一間更好的房子。布萊利的老闆吉爾將他介紹給了新的商業夥伴艾利薩，並給了他一項新任務：布萊利將陪伴艾利薩的兩名同夥開船到海中央去取一包冰毒；布萊利不相信對方其中一名同夥羅曼，但在吉爾為他提供三個月陪產假時接受了這份工作。當他們到達碼頭並成功取得冰毒時，布萊利察覺警方早已埋伏，並將毒品手提包扔進水中；但另外兩人無視他的命令並與警方交火，打傷了三名警察。布萊利本想自行離去，但他仍轉身襲擊那兩名同夥，讓一名毒販在槍戰中喪生。布萊利被拘留並被判處七年徒刑。
布萊利入獄的晚間，蘿倫被艾利薩的人綁架。隔天，被稱為平靜人的艾利薩同夥拜訪布萊利，表示他們綁走了蘿倫並打算請一名韓國醫生來將他未出生的胎兒肢解四肢，除非布萊利去暗殺一位名為克里斯多福·布里吉的囚犯，該囚犯位於關重刑犯的紅葉監獄（Redleaf Correctional Facility）。布萊利不情願地接受。
布萊利毆打多名警衛，直到他被制伏並轉移到紅葉。他在那遇見了鐵面典獄長塔哥，並被關進一間馬桶被堵塞的骯髒牢房。得以放風時，一名獄友告訴他這裡沒人是克里斯多福·布里吉；布萊利與其他一些囚犯打架，而被扔進目標人物關的99區牢房。典獄長塔哥解釋說，99區牢房是他為社會上最壞罪犯設計特殊懲罰的地方。作為對打架的懲罰，布萊利被迫戴上電擊腰帶，只要按下遙控器上的按鈕就能遠程電擊他。他在99區的牢房裡地板四處灑滿碎玻璃，只有一個簡陋的蹲廁孔。布萊利從別的囚犯口中得知克里斯多福·布里吉根本不存在。夜間，布萊利被警衛威爾森送到99區一處大牢房，艾利薩、羅曼和另外兩名囚犯在此等著他。這夥人用電擊腰帶折磨布萊利，並威脅要打電話給墮胎師來嘲弄他。被折磨到昏迷不醒的他被警衛拖回牢房。
布萊利擬定計畫，將鞋子裡的橡膠鞋墊來將身體與腰帶間以勉強隔絕電流。這使他能夠偷襲威爾森和另一名警衛；之後他殺死了想逃走的威爾森。將兩名警衛鎖在在牢房內，前去與艾利薩對峙。布萊利透過肉搏殘忍地殺死了包含羅曼在內的三名艾利薩同夥。在折斷艾利薩的腿後，布萊利指示他致電給平靜人，將蘿倫帶到吉爾家。接著，布萊利將艾利薩拖回自己的牢房，等待蘿倫報平安的電話。此時，典獄長塔哥帶人到達99區，但布萊利威脅要殺死手上兩名人質。
平靜人和墮胎師開車將蘿倫安然無恙地送達吉爾身旁。當他們開車離開時，吉爾取出事先藏好的一把突擊步槍殺死了平靜人，蘿倫則用他的槍殺了墮胎師。透過吉爾電話得知妻子平安後，布萊利與他們未出生的孩子分享了幾句話。說完，布萊利毀了手機，然後提醒典獄長塔哥他還有60秒的自由時間。布萊利走進牢房並將艾利薩的頭放入蹲廁孔猛踹，直到對方人頭落地。典獄長塔哥等人進入牢房並要布萊利投降，布萊利說出「78天」（他女兒出生的天數）後被塔哥開了三槍，最後倒地身亡。

## 演員
- 文斯·范恩飾演布萊利·湯瑪斯（Bradley Thomas）[9]
- 珍妮佛·卡本特飾演蘿倫·湯瑪斯（Lauren Thomas）[9]
- 唐·強生飾演典獄長塔哥（Warden Tuggs）[10]
- 烏多·基爾飾演平靜人（The Placid Man）[11]
- 馬克·布魯卡斯飾演吉爾（Gil）[10]
- 湯姆·蓋里飾演威爾森（Wilson）[12]
- 穆斯塔法·沙基爾飾演安德烈（Andre）[12]
- 迪昂·穆恰奇托（Dion Mucciacito）飾演艾利薩（Eleazar）[12]
- 吉諾·席格斯（英语：Geno Segers）飾演羅曼（Roman）[12]
- 威利·C·卡本特（英语：Willie C. Carpenter）飾演左撇子（Lefty）[12]
- 弗雷德·邁拉麥德飾演歐文先生（Mr. Irving）[12]
- 克拉克·強森（英语：Clark Johnson）飾演瓦金警探（Detective Watkins）[12]
- 普佳·庫馬爾（英语：Pooja Kumar）飾演丹妮絲·鮑瑟（Denise Pawther）[12]
- 托比·白（Tobee Paik）飾演墮胎師（The Abortionist）[13]
- 羅伯·摩根飾演傑瑞米（Jeremy）[14]
- 丹·安博爾（英语：Dan Amboyer）飾演洛曼（Longman）[15]
- 菲利普·埃丁格（英语：Philip Ettinger）飾演德瑞克（Derrick）[16]
- 德文·溫莎（英语：Devon Windsor）飾演吉兒（Jill）[17]

## 製作

### 發展

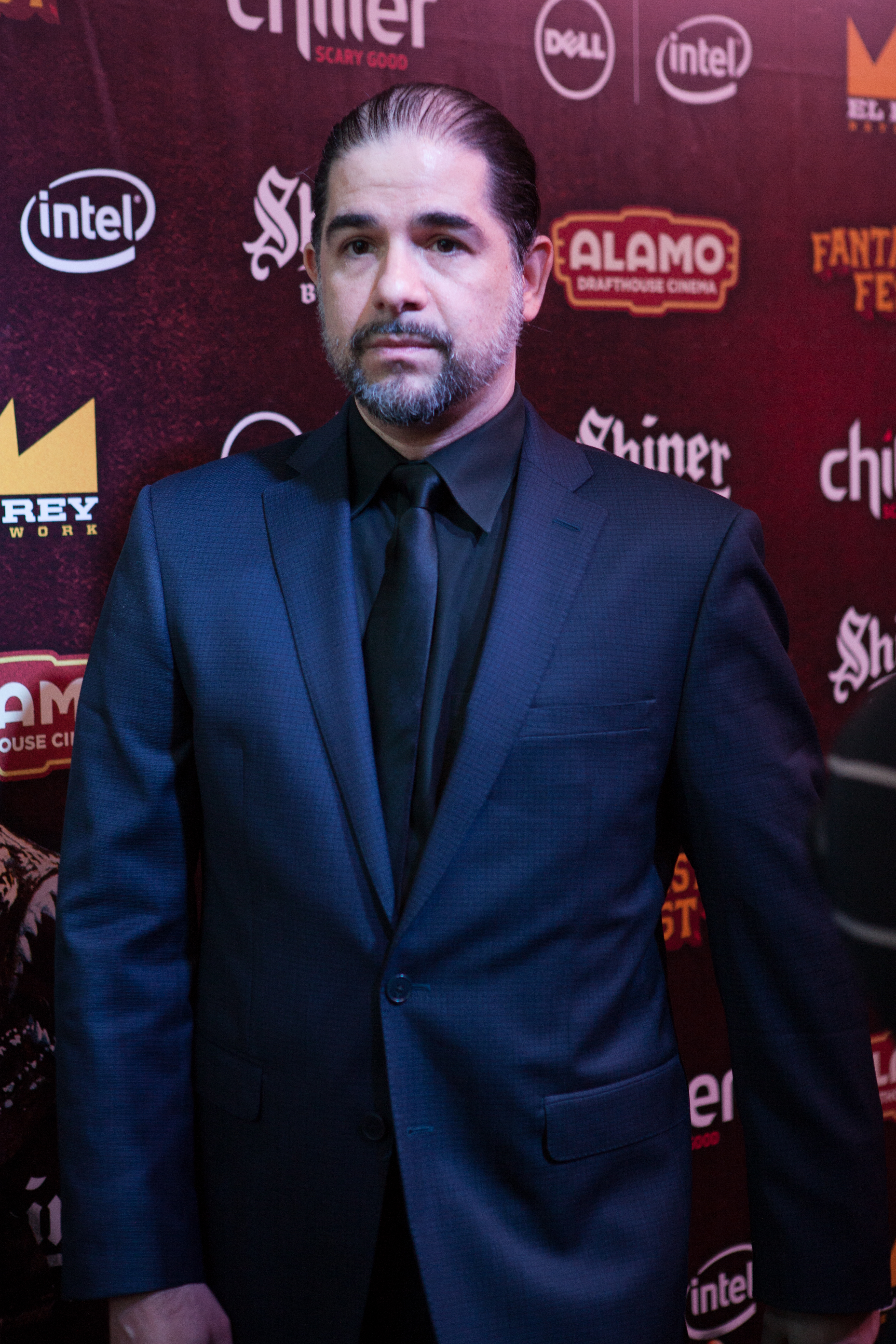
導演S·克雷格·札勒

《99號牢房的賽局》由S·克雷格·札勒自編自導，作為《戰斧骨》（2015年）後的第二部長片作品。劇本於2011年編寫，比《戰斧骨》更早完成。札勒的創作動力源於他自己喜歡的東西。他在紐約電影論壇看完好幾部監獄電影後，開始思考如何為該類型增添新的元素。一群難搞的人被關在一起，他們具備有趣的背景故事，札勒認為監獄是個非常吸引人的電影場景。唐·席格是札勒喜愛導演的前五名，《99號牢房的賽局》深受前者電影《牢獄大暴動》（1954年）的啟發。《99號牢房的賽局》中含有極度暴力的元素，這些在劇本階段就已考量。札勒在碰到某些極端的橋段時，有時會感到不舒服，並思考是否太過頭。關於片名的由來，札勒表示想和《月光下的藍色男孩》（2016年）一樣取一個獨一獨二且具多種涵義的片名，而非像其他美國電影片名常使用的單詞或頂多加上一字。
札勒在業界開始出售劇本，曾有幾名製片人嘗試製作，也有過幾位影星接洽；但直到《戰斧骨》完成後，《99號牢房的賽局》遲遲未有進展。有些製片人有意對其進行更改，但札勒拒絕，直到在口徑媒體公司（Caliber Media Company）的達拉斯·索尼爾和聚集傳媒（Assemble Media）的傑克·海勒（Jack Heller）的幫助下製作，並確保札勒能掌握對電影主導權。導演期望該片的預算能比《戰斧骨》還高，讓他在執行方面更加便利。《99號牢房的賽局》的預算約400萬美元，該數字合乎達成預期成品的範圍。電影由口徑媒體公司主要製作，XYZ影業負責執行製作。

### 選角
2016年8月，據報導，珍妮佛·卡本特與文斯·范恩簽約男女主角。范恩飾演一名丟了修車廠工作的前拳擊手，並因販毒而入獄；卡本特則飾演他的妻子。10月，官方宣布丹·安博爾加入飾演一名愛嘲諷但反應迅速的警衛。
卡本特和范恩是札勒最先挑選出演該片的演員；卡本特曾因檔期問題未能出演導演前作《戰斧骨》。札勒相當讚賞范恩讓人具有真實感、沒有演戲痕跡的表演，特別欣賞後者在《求愛俗辣》（1996年）、《入侵腦細胞》（2000年）、《重返校園》（2003年）和《鋼鐵英雄》（2016）中的表現。雖然范恩因喜劇而聞名，但札勒想挖掘對方的另一面才華再加上其6英尺5英寸的身高，導演認為很適合兇悍的角色：「如果我在街上看到他，我不會認為那個人是喜劇演員。我會認為那是個看起來很兇的傢伙。」范恩在看過《戰斧骨》並閱讀劇本後，與導演一拍即合，同意演出。根據他對札勒的評價：「札勒不以單一類型來寫作，」「他吸收了所有這些元素，並對它們進行異花授粉，講述一篇獨特的故事。」范恩為此大量鍛鍊身體和動作訓練，以應付片中類似「傳統香港武打片」式拍攝的打鬥戲。打鬥戲由武術指導德魯·利里（Drew Leary）和札勒編排。
范恩腦門後方有個十字架的刺青，但沒有說明涵義，但據范恩對自己角色的描述，該十字架被視為基督教信仰的象徵。札勒對此回應，他希望人們對其由來感興趣，並讓世人能看見「你從未見過的文斯·范恩。」范恩對電影非常投入，碰巧他也有一些拳擊經驗能幫助自己，片中有幾場多達數十次的連續出拳橋段均未剪輯。札勒著重演員的發揮，就像巴斯特·基頓、佛雷·亞斯坦和成龍一樣，在打鬥戲盡量少用剪輯並讓演員親自上陣：「我認為世上沒有人看完這部電影時會想，『哦，那是文斯·范恩的替身。』」
飾演典獄長塔哥（Warden Tuggs）的唐·強生被札勒稱讚：「他處理過不同的角色，就像馴獸師對待不同的動物一樣，唐出色地將這個角色演活了。」

### 拍攝
2016年9月在紐約市史泰登島展開主要拍攝，直到10月17日殺青。拍攝期共五週。前期取景時間並不充裕，拍攝時程也緊迫，有時得在同一天到多處不同的地點拍攝。拍攝期間，劇組一度失去原有的拍攝地點，然後在午休時間在附近四處尋找新的位置。所幸在製片人索尼爾和格雷·祖克（Greg Zuk）的幫助下解決了這一問題。
班吉·巴克希（Benji Bakshi）擔任攝影指導，繼《戰斧骨》後與導演札勒二度合作。巴克希未延續《戰斧骨》中使用的攝影機。《99號牢房的賽局》使用1.85:1比例拍攝，主因是該片多數畫面中只有一個角色，不需要太寬廣的鏡頭。為了讓整體氛圍顯得黑暗並讓事物顯得大氣，札勒和巴克希在電影前期畫面著重於藍色調，而在壓抑的第三幕的地點中畫面變得更暗，具有中世紀地牢的感覺。
《99號牢房的賽局》最著名的是當中的暴力橋段。因導演不喜歡CG，暴力血腥的效果皆是以實體特效呈現。札勒以令人不舒適的手法來展現寫實的暴力，他不使用太多的剪輯、特寫鏡頭和音效來「和諧」暴力戲。他表示：「我以一種非常原始的方式拍攝暴力，沒有電影般的調味和CG，而沒有那種輕飄飄的特效感。這不是觀眾習慣見識電影暴力的手法，足以讓後勁更加尖銳。」打鬥戲的拍攝並不容易，演員得經過多次的排練來達到合格，過程艱辛。

## 音樂
電影配樂曲目由導演札勒的老友傑夫·赫里奧特編寫，札勒也創作了原創歌曲，並與其他藝人合作，其中包括歐傑斯合唱團在片中演奏的節奏藍調曲調。兩人先前曾在《戰斧骨》中合作。配樂主要以靈魂樂為主，有一整支的樂隊以貝斯、鼓、吉他、豎琴和長笛，再加上喇叭、弦樂以及小鼓來真實呈現，而非使用合成器。此外，為了符合演員主導整部電影的宗旨，片中很少使用配樂。
《99號牢房的賽局》原聲帶由湖岸唱片負責發行，於2017年12月13日發售CD、數位版和黑膠唱片。
| 曲目列表 | 曲目列表             | 曲目列表        | 曲目列表 |
| 曲序     | 曲目                 | 演唱／演奏者    | 时长     |
| -------- | -------------------- | --------------- | -------- |
| 1.       | 搭便車（Give Her a Ride）           | 布奇·塔瓦雷斯   | 4:20     |
| 2.       | 永遠不會寄出的信（The Letter That Won't Ever Be Sent） | 布奇·塔瓦雷斯   | 3:22     |
| 3.       | 你已是昨日（You Are Yesterday）       | 布奇·塔瓦雷斯   | 4:17     |
| 4.       | 天堂的號角（Trumpets of Heaven）       | 阿迪·阿爾穆（Adi Armour） | 5:08     |
| 5.       | 這迷人的公園（This Lovely Park）     | 阿迪·阿爾穆     | 4:38     |
| 6.       | 上帝保佑我媽媽（God Bless My Mama）   | 歐傑斯合唱團    | 4:38     |
| 7.       | 好友的生意（Buddy's Business）       | 歐傑斯合唱團    | 4:47     |
| 总时长： | 总时长：             | 总时长：        | 31:10    |

## 發行
《99號牢房的賽局》2017年9月2日在第74屆威尼斯影展上舉行全球首映。同月也在2017年多倫多國際影展的「午夜瘋狂」（Midnight Madness）單元和奇幻影展上放映。2017年8月，RLJE影業取得北美發行權，該公司此前也發行了同導演的《戰斧骨》。2017年10月6日在美國院線上映，10月13日發行數位和VOD版本。2017年8月29日，發表首支預告片。《99號牢房的賽局》全球總票房達7.9萬美元。
DVD和藍光以及包含4K超高畫質的組合包於2017年12月26日美國發售，當中包含電影幕後製作和演職人員在超越展（Beyond Fest）上的問答環節。4K和藍光組合還具有另類的特別復古封面。包含德國在內的某些國家或地區，《99號牢房的賽局》為了能通過審查而發行與原版不同的剪輯版本；例如在德國發行影碟時，剪掉幾幀暴力戲的畫面和音效後才獲得審核單位電影片分級（FSK）的批准。

## 反響

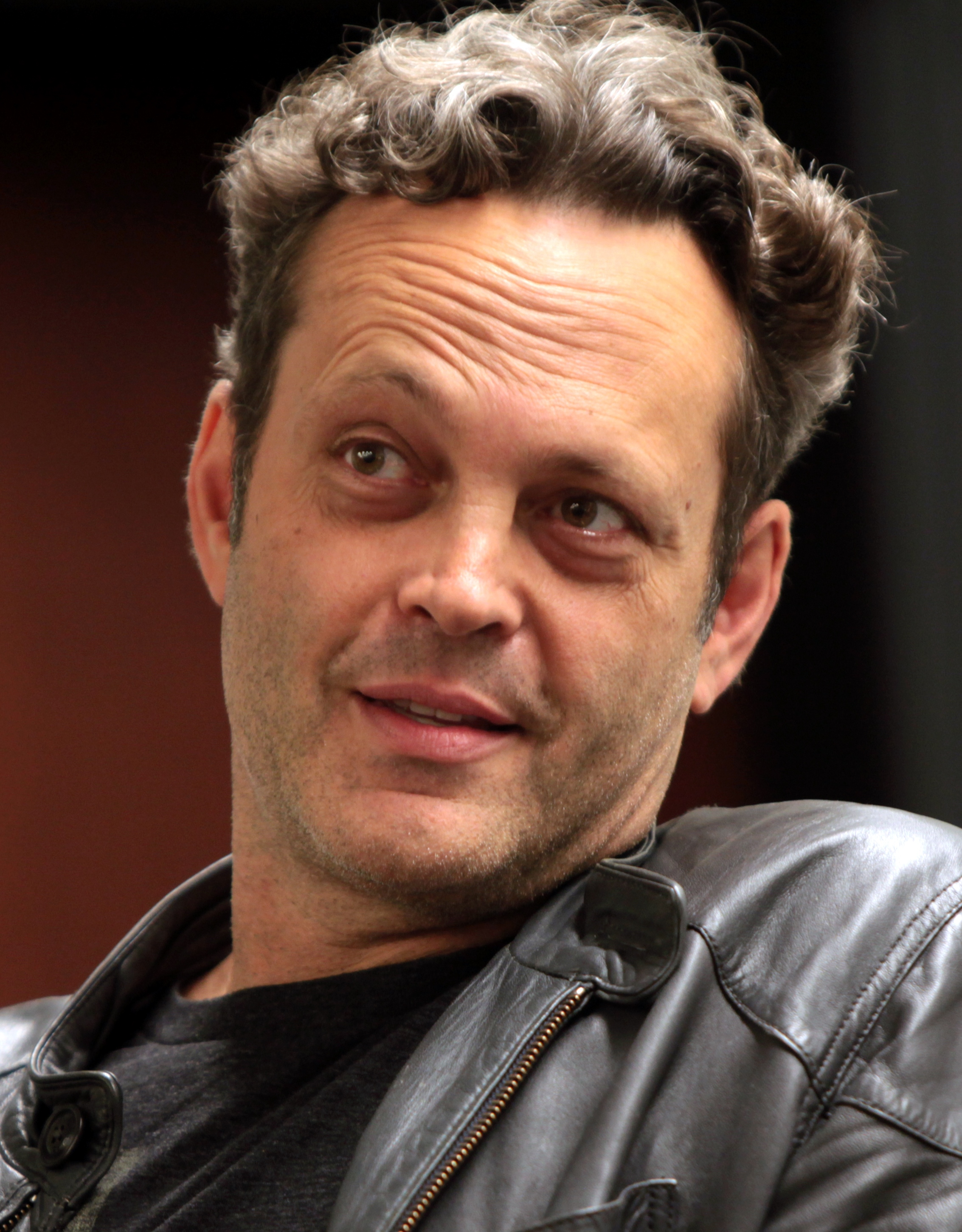
文斯·范恩的演技受到影評界讚賞

《99號牢房的賽局》在影評界和觀眾間均獲得正面的評價，目光主要放在其70年代的硬漢剝削或刑房電影風格，以及文斯·范恩與過往風格相違的表演。此外，片中以實體特效呈現的暴力血腥也受到不少粉絲的讚賞。評論匯總網站爛番茄根據95條評論，本片獲得91%的新鮮度，均分7.60／10；共識評論：「《99號牢房的賽局》拎著文斯·范恩堅實的表演栽進殘酷的暴力、無可否認的娛樂體驗，以及監獄背景的刑房類型片之深處。」在Metacritic網站上根據21條評論，獲得79分，屬「普遍好評」。電影在多倫多國際影展放映後獲得台下觀眾熱烈鼓掌。
《芝加哥太陽報》的理查·洛普給予電影3.5星（滿分4星）的好評，並稱讚了范恩的表演：「介於所有令人畏縮、肢體彎曲、骨頭嘎吱作響、面部爆裂血流成河之中，范恩上演了一場恰到好處的出色表演，足以列入他拍過最出色的作品。」《綜藝》的歐文·葛雷伯曼將其稱為「這意味著它所做的一切，是惡意的剝削、一部真正喚起70年代刑房風的罕見電影。」並特別提及范恩在片中的表現：「他就像一名充滿暴力的悲傷眼睛的大嬰兒，他以直接的感性與觀眾建立聯繫，自《求愛俗辣》以來很少這樣做。」KSDK新聞的丹·布法（Dan Buffa）給予正面的評價：「S·克雷格·札勒，感謝你讓范恩的事業重生。看完這部片，你將再也不會以同樣的眼光看待這位演員。」《紐約時報》的珍妮特·卡蘇利斯（Jeannette Catsoulis）將《99號牢房的賽局》列為影評人精選，在評論中寫道：「這部節奏緊張的驚悚片展現了對目標的強勢，令人無法將其視為執行俐落的垃圾。」
其風格和札勒的創作並非受到普遍認同。IndieWire網站的艾瑞克·科恩（Eric Kohn）將其評為「B-」並在評論中寫道：「《99號牢房的賽局》將單調動作電影的骯髒美學與藍領受挫的暗潮洶湧融為一體，展開一場引人入勝的孤注一擲。它在結合兩樣元素方面並未完全成功，但卻是製片方願意敏感地超越既有公式障礙的進一步證明。」RogerEbert.com的賽門·亞伯拉罕（Simon Abrams）指出電影怪異的劇本、過時的主題不適合所有人，對誇張風的暴力接受度也因人而異。《大都市報》的拉魯希卡·伊凡-扎德（Larushka Ivan-Zadeh）對電影從滿分5星中給出3星，她稱讚范恩的演技：「（文斯）范恩以其脆弱、冷漠的眼神、全情投入的狂怒而令人著迷。最重要的是，他迫使你看完這（價值觀）崩塌的132分鐘。」但批評導演札勒的暴力戲和對待女性的傷害手法：「這令我比《人形蜈蚣》中的一切都更加作嘔，但即使你從手指間窺視，也無法將視線從它身上移開。」
《99號牢房的賽局》被《新聞週刊》、《洛杉磯時報》、Collider網站、JoBlo.com、《影音俱樂部》等各路媒體列入年度佳片名單。電影於2017年11月21日在現代藝術博物館放映，並被納入永久收藏之中。2018年，《99號牢房的賽局》被夏威夷影評協會（Hawaii Film Critics Society）入圍最佳被低估電影。在第44屆土星獎上，入圍最佳驚悚片和最佳電影男主角（范恩）。

## 外部連結
- 互联网电影数据库（IMDb）上《99號牢房的賽局》的资料（英文）
- 爛番茄上《99號牢房的賽局》的資料（英文）
- 豆瓣电影上《99號牢房的賽局》的資料 （简体中文）
- Metacritic上《99號牢房的賽局》的資料（英文）